# 取り付け騒ぎ

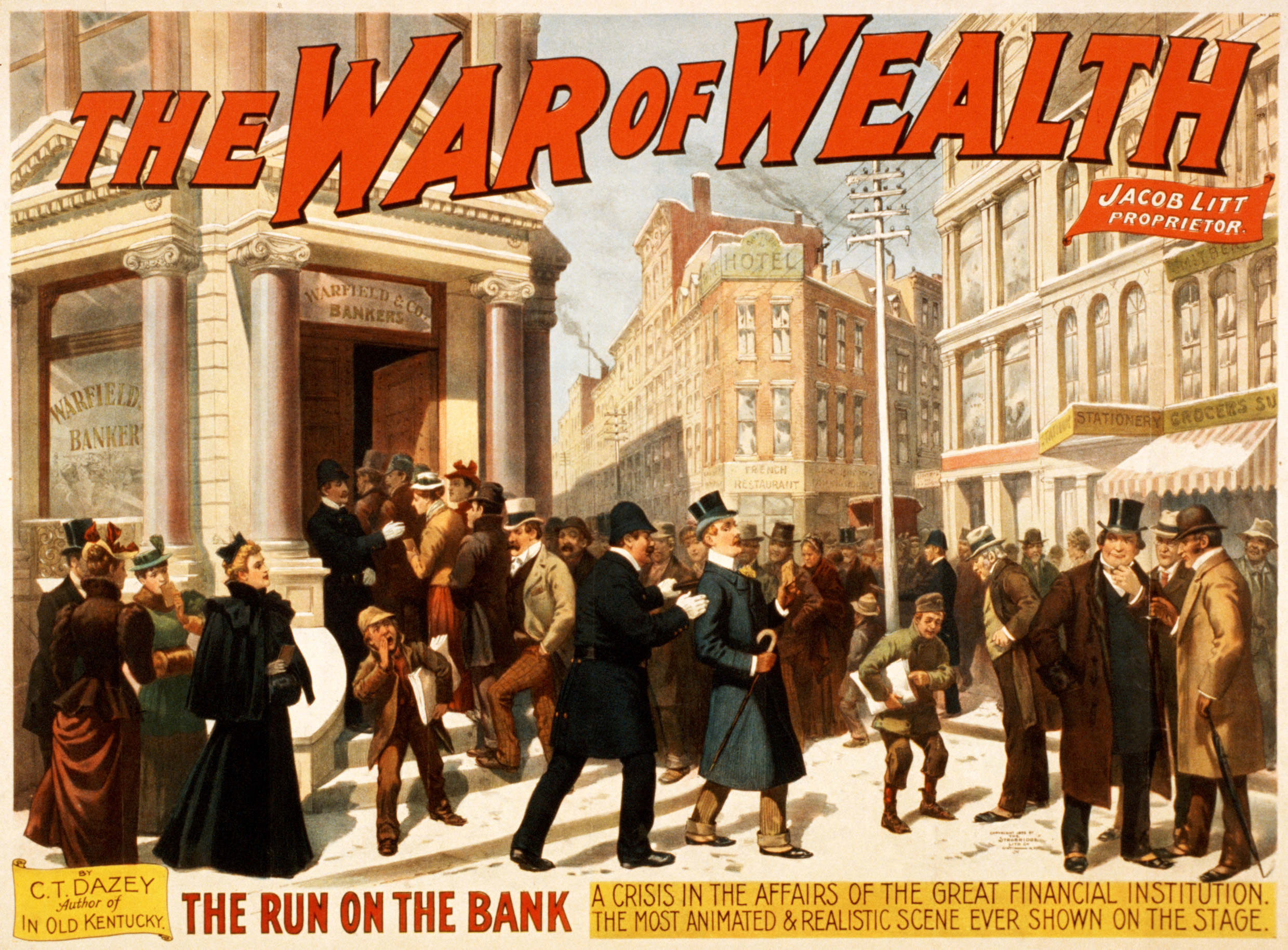
1893年恐慌を舞台にした劇の取り付け騒ぎのシーンを描いたポスター(アメリカ)

取り付け騒ぎ（とりつけさわぎ、英語：bank run）、取付騒動（とりつけそうどう）とは、特定の金融機関や金融制度に対する信用不安などから、預金者が預金・貯金・掛け金等を取り戻そうとして（＝取り付け）、急激に金融機関の店頭に殺到し、混乱をきたす現象のこと。

## 概要
経営破綻するという噂や、不確実な情報、デマが引き金となることが多い。
取り付け騒ぎが起きると他の金融機関の預金者にも不安が強まり金融不安となることがあることから、金融システムの維持にあたる政府や報道機関は情報提供を通じて事態の沈静化につとめることになる。
取り付け騒ぎが起こった金融機関では、窓口での対応や多額の預金払戻しによって、業務が停滞する。加えて、いかなる金融機関でも保持する資産の流動性は低いため、全預金を払い戻すことのできる現金は保有しておらず、殺到する預金の解約に応じるのは困難である。そのため、預金高の減少で経営が立ちゆかなくなり、経営危機に陥ったり、最悪の場合、経営破綻に至る場合もある。
銀行や信用金庫・信用組合など預金取扱金融機関が破綻した場合は、預金保険法の定めにより預金は保護される。しかし、保護額を超える預金についての支払い額減殺が行われることが想定される。金融危機を防ぐため政府が介入して預金保護を行うなど政治が関与することもある。
日本では、預金保険と比べて保護制度が万全ではない生命保険会社・損害保険会社の貯蓄性保険商品（養老保険・積立型普通傷害保険・年金保険等）について、経営悪化の噂が流れると、解約が取り付け騒ぎのように殺到することで資産が目減りし、経営破綻の引き金となりうる状況が平成不況下で見られた。保険商品はもともと元本保証されていないものの、経営破綻しなければ（契約通りであれば）保険料をプールしている責任準備金の運用益（予定利率・配当金）で、一定の利回りが得られる設計となっている。
しかし経営破綻すると、解約返戻金（責任準備金）が削減され、将来受け取る満期保険金ないし死亡保険金が一律カットされることで、大幅な元本割れが発生するリスクが高いため、これを回避するために、解約が殺到する現象が起こる（銀行振込による解約者への送金手段があるため、必ずしも窓口に多額の現金を準備する必要が無い点が、銀行等預金取扱金融機関と異なる）。実際に1990年代以降に破綻したいずれの保険会社も、破綻時の既契約に対しては責任準備金の削減を行った上で受け皿の保険会社へ契約譲渡をしている。
また、金融商品ではないものの、ペーパー商法・マルチまがい商法・和牛オーナー制度で、それまで定期的に得ていた配当金の支払が滞ると解約が急増し、経営破綻の引き金になるパターンがある。

## 取り付け騒ぎの防止
取り付け騒ぎの発生を予防し、また発生しても沈静化させるため、さまざまな方法が取られる。
- 金融規制によって銀行の貸しすぎを防ぎ、取り付け騒ぎの原因となる経営不安の発生を予防する。
- 預金保険制度により個々の預金者に一定額の預金を保障する。その場合預金者は取り付けの必要が無くなるため、他の人がそれを見て連鎖的に取り付けに参加して事態が悪化するようなことがなくなる。ただしこの場合、預金者が預金のリスクについて慎重に判断しようとはしなくなり、預金者のリスク回避行動を阻害する恐れがある（モラルハザードを参照）[2]。
- 取り付け騒ぎが発生した場合、一時的に預金払戻を停止する（預金封鎖）。
- 取り付け騒ぎが発生した場合、中央銀行が「最後の貸し手」となって短期資金を融資し、資金枯渇を防ぐ[2]。

## 取り付け騒ぎの例

### 日本の例
- 大阪金融恐慌
  - 1901年、大阪の第七十九銀行と難波銀行が休業した。
- 北浜銀行
  - 1914年4月18日、頭取の不祥事が原因で取り付け騒ぎが発生。同年8月20日には愛知県に飛び火して明治銀行、名古屋銀行、愛知銀行でも取り付け騒ぎが発生[3]。北浜銀行は事実上破綻したが、余波を受けた愛知県の3行は持ちこたえた。
- 第二銀行
  - 1925年、横須賀市内の銀行が破綻する[4]中、第二銀行横須賀支店にも預金者が払い戻しに殺到。銀行側は準備を整え営業時間を延長、日曜日も通常営業を行い[5]持ちこたえた。
- 昭和金融恐慌
  - 1927年、衆議院予算委員会で大蔵大臣・片岡直温が「東京渡辺銀行がとうとう破綻を致しました。」と間違った情報を発言したため、全国各地で「銀行が危ない」という噂が広がり、取り付け騒ぎが起こり、このことが引き金となり金融恐慌が発生した。影響という面では日本金融史上、最大の取り付け騒ぎである。
- 豊川信用金庫事件
  - 1973年、高校生同士の会話での「信用金庫なんて（強盗とか）危ないわよ」という冗談から「（豊川）信用金庫（の経営）が危ない」という経営不安の噂となり、豊川信用金庫が取り付け騒ぎに陥る。実際には経営は健全であった。調査により原因から噂が広がる途中経過まで明らかになった稀有な例。
- コスモ信用組合
  - 1995年、預金者が預金払戻を求めて殺到した。東京都知事より業務停止命令を受け最終的には破綻。
- 木津信用組合
  - 1995年、預金者が預金払戻を求めて殺到したことが「取り付け騒ぎ」の語を用いずに報道される。最終的には破綻。
- 能代信用金庫（現：羽後信用金庫）
  - 1995年5月2日、「能代信金が清算へ…」と一部で報道されたことをきっかけに預金者が殺到。能代信用金庫の理事長、大蔵省の東北財務局長、日銀の秋田支店長が相次いで会見し、「清算」という報道は「事実無根」と否定したが混乱を収拾できず、最後の顧客が取引を終えたのは午後5時30分を回り、同日中に流出した預金額は約27億円に達した。その後、1997年3月24日に同じ秋田県内の大曲信用金庫による救済合併の結果、秋田ふれあい信用金庫が発足した（秋田ふれあい信用金庫は2009年7月13日にやはり同じ秋田県内の羽後信用金庫と合併し、新名称は羽後信用金庫となった）。
- 紀陽銀行
  - 1997年11月、経営不安の風評被害により、一部支店にて取り付け騒ぎが発生し、数日で3000億円の預金が流出した。
- 北海道拓殖銀行
  - 1997年11月17日、拓銀の破綻を発表。預金の払い戻しを受けるため、本支店で解約する顧客が列を作ったり、混乱に備え北海道警察が本支店を警備した。
- 山一證券
  - 1997年11月24日、自主廃業。店舗と社員の一部はメリルリンチ日本証券が承継することになったが、各地の支店で証券口座を解約する顧客が列を作った。
- 足利銀行
  - 1997年9月に騒ぎとなり、親密行の東京三菱銀行（現:三菱UFJ銀行）から資金供給を受ける事態となった。なお当該騒ぎとは無関係に、2003年11月29日に特別危機管理銀行の認定を受けるに至った（預金は全額保護）が、こちらは目立った騒ぎは起きなかった。
- 国民銀行
  - 1998年9月末時点において、712億円の債務超過に陥っているとの検査結果を金融監督庁から受け取ったことを発端に、取り付け騒ぎが発生した。翌1999年4月11日に金融再生委員会（後に金融庁へ統合）に「金融再生法に基づく管理を命ずる処分」に基づき、破綻を申し出て、自主再建を断念した。
- 佐賀銀行倒産メール事件
  - 2003年12月、20代の女性が知人に「佐賀銀行が26日に倒産する」という事実無根の電子メールを出し、それがチェーンメール化。噂が広がって取り付け騒ぎとなり、約500億円の預金が流出・解約された（大元となった電子メールを出した女性は2004年に信用毀損容疑で書類送検されたが、嫌疑不十分として不起訴となった）。事件の数ヶ月前に佐賀商工共済協同組合が経営破綻したことも騒ぎを大きくする要因になったとされる。
- 平成不況期に経営破綻した保険会社（日産生命・第百生命・第一火災（損保）・東邦生命・千代田生命・東京生命・協栄生命・大和生命）
  - いずれも破綻直近に、養老保険や個人年金保険など、貯蓄性保険商品の解約が相次ぎ、資産の目減り（自己資本比率・ソルベンシー・マージン比率の低下）を招いた。

### その他の例
- バンコ・デルタ・アジア（マカオ）

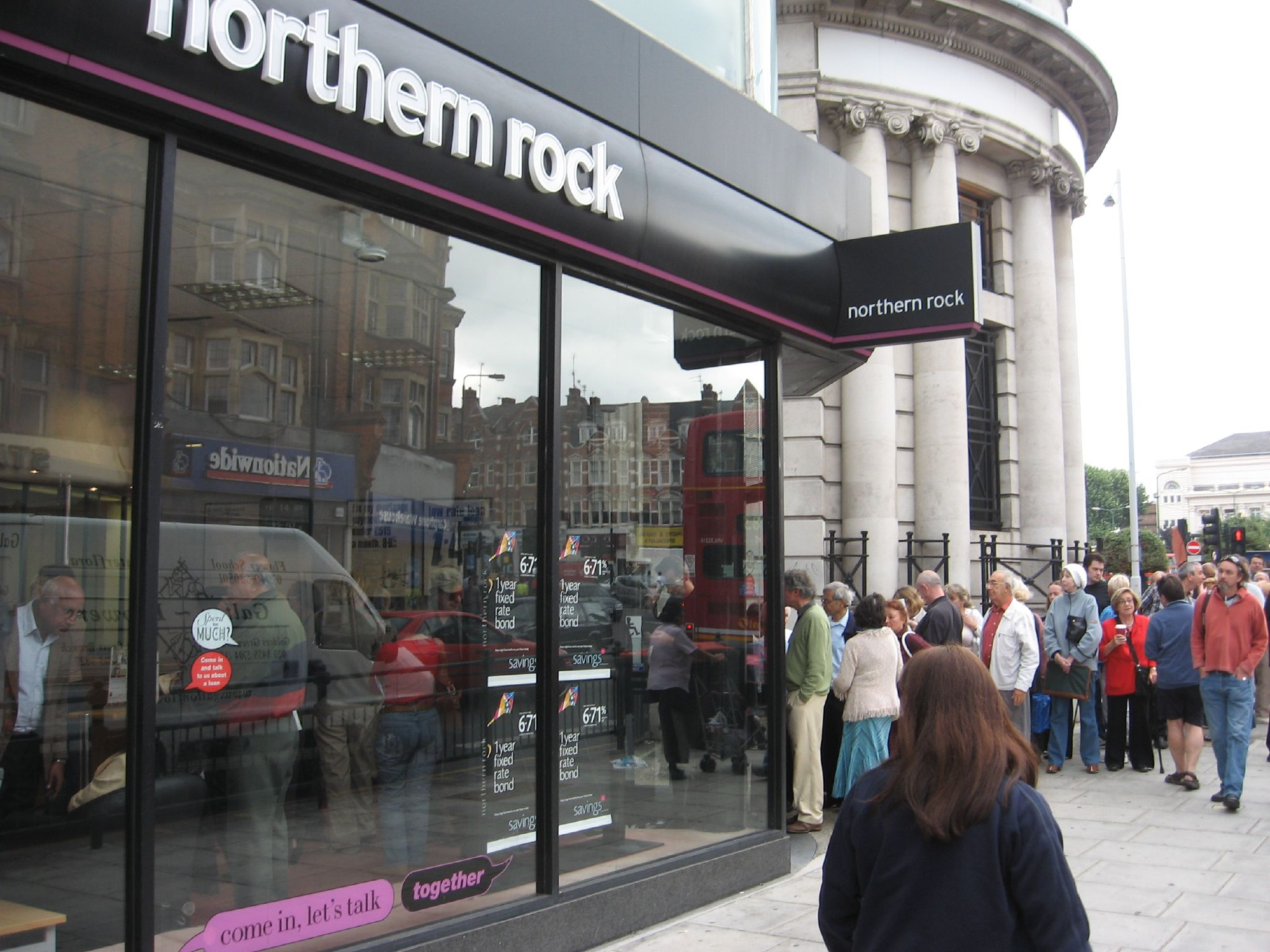
早朝からノーザン・ロック銀行の前に列を作る人々

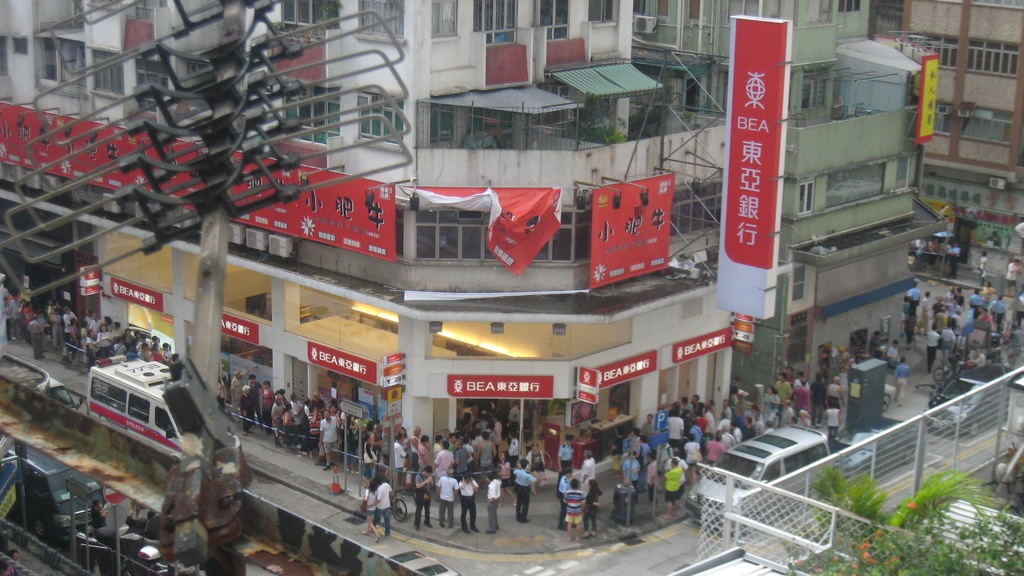
2008年9月24日、香港の東亜銀行の支店に列を作る人々

  - 2005年9月、アメリカ合衆国財務省が朝鮮民主主義人民共和国の資金洗浄に関与していることを指摘。3億マカオ・パタカ（約18億円）が引き出される。2007年に倒産。
- 東亜銀行（香港）
  - 2008年9月24日、東亜銀行はリーマンショックで多額の損失を抱え、経営危機にある等の「悪意のある噂」によって財務状況に不安を感じた人たちが昼ごろから各支店に取り付けに殺到した。同行関係者だけでなく、財政司長辦公室、金融管理局も当日から噂の否定に努めた[6]。
- ノーザン・ロック（イギリス）
  - 2007年9月、サブプライムローン問題により資金繰りが悪化。イングランド銀行に支援を要請したことから信用不安が広がり、預金払い戻しなどを求める客が店頭やインターネット口座に殺到した。数日で預金残高の8％にあたる20億ポンド(約4600億円[7])が引き出された。英金融当局は「預金の安全性に問題は無い」と緊急声明を出し沈静化を図ったが最終的にはイギリス政府により一時国有化された。
- Second Life内の銀行
  - メタバースサービスでリアルマネートレードを認めているSecond Life内にはユーザーにより開設されたいくつかの銀行サービスがあったがその中の一つの銀行Ginko Financialが賭博の禁止をきっかけに破綻した事を受け、運営者側が銀行業の規制を行う事になった。これを目前に引出しが増加した。
- シリコンバレーバンク (アメリカ合衆国)
  - 2023年3月9日、米国債の金利上昇に伴う18億ドルの損失の発生がきっかけとなった信用不安から取り付け騒ぎが発生、翌3月10日カリフォルニア州金融保護改革局によって閉鎖された[1]。3月12日にはシグネチャーバンクが経営破綻している[1]。TwitterなどのSNSの情報に煽られた客により取り付け騒ぎが起きた初の事例とされる[1]。
- 滄州銀行
  - 2023年、恒大集団の経営危機に絡み、中国河北省の支店で取り付け騒ぎが発生。

## 取り付け騒ぎに類似する出来事が起きた例
- スルガ銀行 - 日本の地方銀行。不正融資により信用失墜。騒ぎにこそならなかったものの静かに預金が流出し、その額は9260億円に上る。一方、被害者によるデモが発生している。
- みずほ銀行 - 日本の都市銀行。2021年、相次ぐシステム障害により他行乗り換えニーズが増加、Twitterでは「みずほ 解約」が一時トレンド入りした。